# Ludger Bastien
Ludger Bastien, Sarenhes de son nom huron (né le 18 octobre 1879 à Loretteville et mort le 18 septembre 1948 à Montréal) fut un manufacturier, grand chef Huron-Wendat et homme politique québécois, député de Québec de 1924 à 1927. Il est le premier député de l'histoire de l'Assemblée nationale du Québec à être d'ascendance autochtone.

## Biographie
Il naît le 18 octobre 1879 à Loretteville, fils de Maurice Sébastien, manufacturier, et d'Adélaïde Théberge, et est baptisé sous le nom de Ludger Sébastien. Son père et son grand-père (lui aussi Maurice Sébastien) sont Grands chefs Huron-Wendat.
Il fait son primaire chez les Frères des écoles chrétiennes à Québec puis devient manufacturier et tanneur à partir de 1900. Le 19 mai 1903, il épouse Marie-Joséphine Martel.
Il préside les compagnies Bastien et Bastien ltée et Bastien, Gagnon et Cloutier ltée ainsi que vice-président d'Alexandre Bastien ltée et de Bastien Silver Fox Breeders Ltd. Il est membre de l'Association des manufacturiers canadiens, de la Chambre de commerce de Québec ainsi que des Chevaliers de Colomb.
Il est mort à Montréal le 18 septembre 1948, à l'âge de 68 ans et 11 mois. Il est inhumé dans le cimetière de la réserve de Wendake, le 22 septembre 1948.

## Politique
Fils et petit-fils de Chef du Conseil des Hurons de la tribu de Loretteville, il occupe à ce poste de 1904 à 1917. Parallèlement, il est élu conseiller municipal de Loretteville en février 1912, poste qu'il occupe jusqu'en février 1917, cumulant de manière assez unique un mandat au sein d'une communauté autochtone et au sein d'une municipalité québécoise.
Il se présente pour le Parti conservateur du Québec dans la circonscription de Québec à l'occasion d'une élection provinciale partielle le 5 novembre 1924. Élu, il est le premier député de l'histoire de l'Assemblée nationale du Québec à être d'ascendance autochtone. Cela ne se reproduira qu'en 2007 avec l'élection de l'Abénaquis Alexis Wawanoloath. 
À nouveau candidat pour les conservateurs lors des élections générales de 1927 et des élections générales de 1931, il échoue à se faire réélire. Il tentera une quatrième candidature sous l'étiquette de l'Union nationale dans Québec lors des élections générales de 1944, sans plus de succès.

## Hommages
En 1949, un chemin reliant Charlesbourg au village huron de Wendake est renommé boulevard Bastien en son honneur. Il existe également un parc Ludger Bastien dans le quartier de Saint-Étienne-de-Lauzon, à Lévis, qui a été nommé en l'honneur de son petit-fils.